# کمپستون هاردویک
کمپستون هاردویک (به انگلیسی: Kempston Hardwick) یک روستا در بریتانیا است که در کمپستون واقع شده‌است.